# Lakeway
Lakeway és una població dels Estats Units a l'estat de Texas. Segons el cens del 2000 tenia 8.002 habitants.

## Demografia
Segons el cens del 2000, Lakeway tenia 8.002 habitants, 3.124 habitatges, i 2.496 famílies. La densitat de població era de 532,7 habitants/km².
Dels 3.124 habitatges en un 34,7% hi vivien nens de menys de 18 anys, en un 71,1% hi vivien parelles casades, en un 6,9% dones solteres, i en un 20,1% no eren unitats familiars. En el 16,5% dels habitatges hi vivien persones soles el 6,8% de les quals corresponia a persones de 65 anys o més que vivien soles. El nombre mitjà de persones vivint en cada habitatge era de 2,53 i el nombre mitjà de persones que vivien en cada família era de 2,84.
Per edats la població es repartia de la següent manera: un 24,7% tenia menys de 18 anys, un 3,5% entre 18 i 24, un 26,8% entre 25 i 44, un 28,4% de 45 a 60 i un 16,5% 65 anys o més.
L'edat mediana era de 43 anys. Per cada 100 dones de 18 o més anys hi havia 90,9 homes.
La renda mediana per habitatge era de 86.862 $ i la renda mediana per família de 94.266 $. Els homes tenien una renda mediana de 70.211 $ mentre que les dones 38.879 $. La renda per capita de la població era de 45.765 $. Aproximadament l'1,8% de les famílies i el 3,1% de la població estaven per davall del llindar de pobresa.

## Poblacions més properes
El següent diagrama mostra les poblacions més properes.